# Уильямс, Натали
Натали Джин Уильямс (англ. Natalie Jean Williams; род. 30 ноября 1970 года в Лонг-Бич, штат Калифорния, США) — американская профессиональная баскетболистка, выступавшая в женской национальной баскетбольной ассоциации. Она была выбрана на драфте ВНБА 1999 года в первом раунде под третьим номером командой «Юта Старз». Играла на позиции тяжёлого форварда и центровой.

## Ранние годы
Натали родилась 30 ноября 1970 года в городе Лонг-Бич (штат Калифорния) в семье Нейта Уильямса и Робин Грей, у неё есть брат и сестра, а училась в средней школе Тейлорсвилл из одноимённого города (штат Юта), где выступала за местную баскетбольную команду.